# Pseudonympha magoides
Pseudonympha magoides är en fjärilsart som beskrevs av Van Son 1955. Pseudonympha magoides ingår i släktet Pseudonympha och familjen praktfjärilar. Inga underarter finns listade.